# گمینا میلیوو
گمینا میلیوو (به لهستانی: Gmina Milejów) یک منطقهٔ مسکونی در کشور لهستان است.